# Fußball-Weltmeisterschaft 2010/Vereinigte Staaten
Dieser Artikel behandelt die US-amerikanische Nationalmannschaft bei der Fußball-Weltmeisterschaft 2010.

## Qualifikation
Die Mannschaft qualifizierte sich über die Qualifikationsspiele der CONCACAF für die Weltmeisterschaft in Südafrika.
Wegen eines Freiloses für die erste Runde nahm das Team erst ab der zweiten Quali-Runde teil, wo es sich mit einem 8:0 und einem 1:0 aus Hin- und Rückspiel gegen Barbados klar durchsetzte.
In der dritten Runde traf die Mannschaft unter Nationaltrainer Bob Bradley auf Trinidad und Tobago, Guatemala sowie Kuba. Auch hierbei wurde mit fünf Siegen und einer Niederlage aus sechs Spielen klar der erste Gruppenplatz belegt und die USA erreichten die vierte Qualifikationsrunde.
Zum abermaligen Gruppensieger wurde das US-amerikanische Nationalteam in der vierten Qualifikationsrunde, wo als Gegner Mexiko, Honduras, Costa Rica, El Salvador und der Gegner aus der vorherigen Runde Trinidad und Tobago warteten.

### Zweite Runde
15. Juni 2008:
USA – Barbados 8:0 (3:0)
22. Juni 2008:
Barbados – USA 0:1 (0:1)

### Dritte Runde
20. August 2008:
Guatemala – USA 0:1 (0:0)
6. September 2008:
Kuba – USA 0:1 (0:1)
10. September 2008:
USA – Trinidad und Tobago 4:1 (1:1)
11. Oktober 2008:
USA – Kuba 6:1 (2:1)
15. Oktober 2008:
Trinidad und Tobago – USA 2:1 (0:0)
19. November 2008:
USA – Guatemala 2:0 (0:0)

### Vierte Runde
11. Februar 2009:
USA – Mexiko 2:0 (1:0)
28. März 2009:
El Salvador – USA 2:2 (1:0)
1. April 2009:
USA – Trinidad und Tobago 3:0 (1:0)
3. Juni 2009:
Costa Rica – USA 3:1 (2:0)
6. Juni 2009:
USA – Honduras 2:1 (1:1)
12. August 2009:
Mexiko – USA 2:1 (1:1)
5. September 2009:
USA – El Salvador 2:1 (2:1)
9. September 2009:
Trinidad und Tobago – USA 0:1 (0:0)
10. Oktober 2009:
Honduras – USA 2:3 (0:0)
14. Oktober 2009:
USA – Costa Rica 2:2 (0:2)

## US-amerikanisches Aufgebot
Nationaltrainer Bob Bradley gab sein endgültiges WM-Aufgebot am 26. Mai bekannt, aus dem vorläufigen 30 Spieler umfassenden Kader strich er Alejandro Bedoya (Örebro SK), Brian Ching (Houston Dynamo), Eddie Johnson (Aris Thessaloniki), Sacha Klještan (CD Chivas USA), Chad Marshall (Columbus Crew), Heath Pearce (FC Dallas) und Robbie Rogers (Columbus Crew).
| Nr.               | Name                  | Verein vor WM-Beginn     | Geburtstag | Spiele   | Tore     |          |          |          |          |
| Torhüter          | Torhüter              | Torhüter                 | Torhüter   | Torhüter | Torhüter | Torhüter | Torhüter | Torhüter | Torhüter |
| ----------------- | --------------------- | ------------------------ | ---------- | -------- | -------- | -------- | -------- | -------- | -------- |
| 1                 | Tim Howard            | FC Everton               | 06.03.1979 | 4        | 0        | 0        | 0        | 0        |          |
| 18                | Brad Guzan            | Aston Villa              | 09.09.1984 | 0        | 0        | 0        | 0        | 0        |          |
| 23                | Marcus Hahnemann      | Wolverhampton Wanderers  | 15.06.1972 | 0        | 0        | 0        | 0        | 0        |          |
| Abwehrspieler     |                       |                          |            |          |          |          |          |          |          |
| 2                 | Jonathan Spector      | West Ham United          | 01.03.1986 | 0        | 0        | 0        | 0        | 0        |          |
| 3                 | Carlos Bocanegra      | Stade Rennes             | 25.05.1979 | 4        | 0        | 1        | 0        | 0        |          |
| 5                 | Oguchi Onyewu         | AC Mailand               | 13.05.1982 | 2        | 0        | 0        | 0        | 0        |          |
| 6                 | Steven Cherundolo     | Hannover 96              | 19.02.1979 | 4        | 0        | 2        | 0        | 0        |          |
| 12                | Jonathan Bornstein    | CD Chivas USA            | 07.11.1984 | 2        | 0        | 0        | 0        | 0        |          |
| 15                | Jay DeMerit           | FC Watford               | 04.12.1979 | 4        | 0        | 1        | 0        | 0        |          |
| 21                | Clarence Goodson      | IK Start                 | 17.05.1982 | 0        | 0        | 0        | 0        | 0        |          |
| Mittelfeldspieler |                       |                          |            |          |          |          |          |          |          |
| 4                 | Michael Bradley       | Borussia Mönchengladbach | 31.07.1987 | 4        | 1        | 0        | 0        | 0        |          |
| 7                 | DaMarcus Beasley      | Glasgow Rangers          | 24.05.1982 | 1        | 0        | 1        | 0        | 0        |          |
| 8                 | Clint Dempsey         | FC Fulham                | 09.03.1983 | 4        | 1        | 0        | 0        | 0        |          |
| 11                | Stuart Holden         | Bolton Wanderers         | 01.08.1985 | 1        | 0        | 0        | 0        | 0        |          |
| 13                | Ricardo Clark         | Eintracht Frankfurt      | 10.02.1983 | 2        | 0        | 1        | 0        | 0        |          |
| 16                | José Francisco Torres | CF Pachuca               | 29.10.1987 | 1        | 0        | 0        | 0        | 0        |          |
| 19                | Maurice Edu           | Glasgow Rangers          | 18.04.1986 | 3        | 0        | 0        | 0        | 0        |          |
| 22                | Benny Feilhaber       | Aarhus GF                | 19.01.1985 | 3        | 0        | 0        | 0        | 0        |          |
| Stürmer           |                       |                          |            |          |          |          |          |          |          |
| 9                 | Hérculez Gómez        | Puebla FC                | 06.04.1982 | 3        | 0        | 0        | 0        | 0        |          |
| 10                | Landon Donovan        | Los Angeles Galaxy       | 04.03.1982 | 4        | 3        | 0        | 0        | 0        |          |
| 14                | Edson Buddle          | Los Angeles Galaxy       | 21.05.1981 | 2        | 0        | 0        | 0        | 0        |          |
| 17                | Jozy Altidore         | Hull City                | 06.11.1989 | 4        | 0        | 1        | 0        | 0        |          |
| 20                | Robbie Findley        | Real Salt Lake City      | 04.08.1985 | 3        | 0        | 2        | 0        | 0        |          |
| Trainer           |                       |                          |            |          |          |          |          |          |          |
|                   | Bob Bradley           |                          | 03.03.1958 |          |          |          |          |          |          |

## Vorrunde
| Rang | Land      | Tore | Punkte |
| ---- | --------- | ---- | ------ |
| 1    | USA       | 4:3  | 5      |
| 2    | England   | 2:1  | 5      |
| 3    | Slowenien | 3:3  | 4      |
| 4    | Algerien  | 0:2  | 1      |

In der Vorrunde der Weltmeisterschaft 2010 in Südafrika traf die US-amerikanische Mannschaft in der Gruppe C auf England, Algerien und Slowenien. Nachdem man den Engländern im ersten Spiel ein Unentschieden abtrotzen und auch gegen Slowenien einen 0:2-Rückstand noch ausgleichen konnte, sicherte man sich durch ein 1:0 in letzter Minute gegen Algerien das Weiterkommen. Dank der mehr erzielten Tore lag man am Ende in der Tabelle sogar noch vor Gruppenfavorit England.
- Samstag, 12. Juni 2010; 20:30 Uhr in Rustenburg
 England –  USA 1:1 (1:1)

- Freitag, 18. Juni 2010; 16:00 Uhr in Johannesburg
 Slowenien –  USA 2:2 (2:0)

- Mittwoch, 23. Juni 2010; 16:00 Uhr in Tshwane/Pretoria
 USA –  Algerien 1:0 (0:0)

## Finalrunde

### Achtelfinale
Die US-amerikanische Auswahl qualifizierte sich als Sieger der Gruppe C für das Achtelfinale und traf dort auf Ghana, den Zweitplatzierten der Gruppe D.
- Samstag, 26. Juni 2010; 20:30 Uhr in Rustenburg
 USA –  Ghana 1:2 n. V. (1:1, 0:1)

Damit sind die USA im Achtelfinale ausgeschieden.